# San Giovanni Decollato a Ponte Sant'Angelo

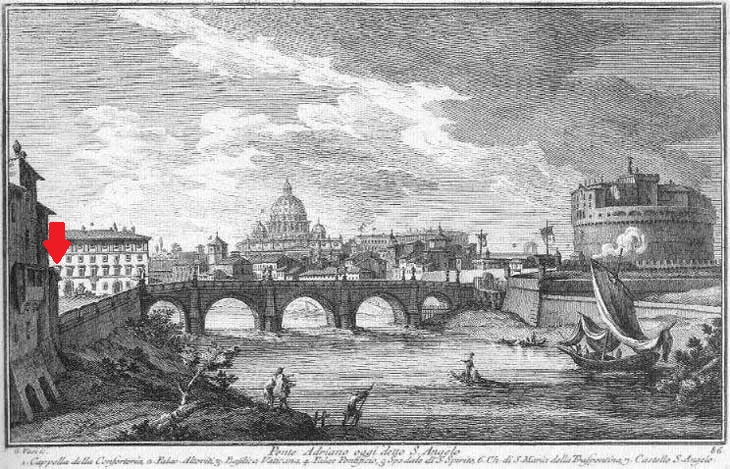
Gravura de Giuseppe Vasi (1754) com a capela marcada em vermelho à esquerda. À direita, a Ponte Sant'Angelo e o Castel Sant'Angelo.

San Giovanni Decollato a Ponte Sant'Angelo, conhecida também como Cappella della Conforteria, era uma pequena capela localizada na Piazza di Ponte Sant'Angelo, no rione Ponte. Era dedicada à São João Batista Decapitado. Foi demolida no final do século XIX.

## História

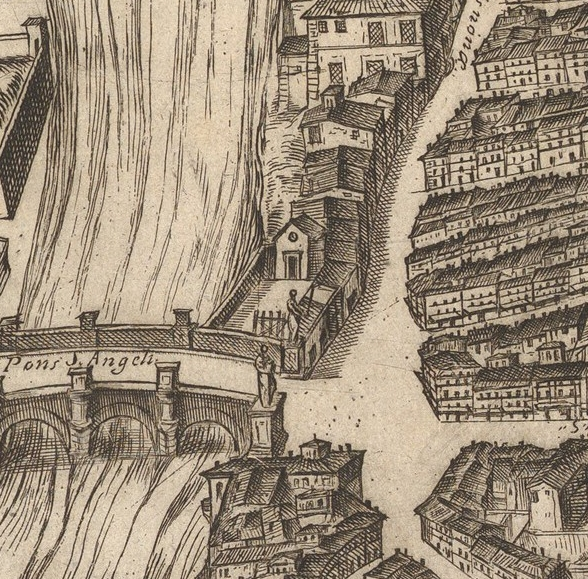
Mapa de Antonio Tempesta (1593) mostrando a capela pelo outro lado.

Esta capela, provavelmente construída no século XVI, era o local onde eram confortados os condenados à morte, cuja execução acontecia numa esquina desta mesma praça. Ela pertencia à Arciconfraternità della Misericordia ("Arquiconfraternidade da Misericórdia"), uma confraternidade da comunidade florentina em Roma fundada em 1578 que era proprietária também de uma igreja no Velabro, San Giovanni Decollato.
Foi demolida em algum momento no século XIX durante as obras de contenção das margens do rio Tibre e abertura das vias marginais (chamadas Lungotevere), uma obra que também levou o Palazzo Altoviti e o Teatro Apollo.